# 長峡川
長峡川（ながおがわ、ながさがわ）は、平尾台南斜面（京都郡みやこ町）を源流とし、福岡県行橋市を流れ、行橋市と京都郡苅田町との市町境で周防灘に注ぐ2級河川である。下流域では旧行事村と旧大橋村・旧宮市村の境を流れ、行事村と対岸の大橋村・宮市村が合併して行橋市の前身の行橋町となった。
読み方は、地元の人は「ながおがわ」と呼ぶが、他所では「ながさ」と呼ぶ人もいる。
流域に行橋市立長峡中学校がある。たもとにある行橋市立延永（のぶなが）小学校の校歌に長狭川の歌詞がある。